# Tecámac
Tecámac è un comune del Messico, situato nello stato di Messico.